# Arbeitsplatzteilung
Die Arbeitsplatzteilung (englisch job sharing) ist ein Arbeitszeitmodell, welches auf Teilzeitarbeit basiert. Zwei oder mehr Arbeitnehmer teilen als Gemeinschaft mindestens einen Arbeitsplatz unter sich auf. Die Partner einer Gruppe können ihre Arbeitszeit individuell festlegen. Solange die Arbeitszeit sich im Rahmen der für Vollzeitbeschäftigte Arbeitnehmer befindet, sind alle Kombinationen innerhalb der Arbeitsplatzteilungsgruppe möglich.
Um Arbeitsplatzteilung zu realisieren, müssen die Partner über ein gutes Planungs- und Organisationsvermögen verfügen. Daneben ist es wichtig, dass die Partner gut miteinander auskommen.
Arbeitsplatzteilung bietet für den Arbeitnehmer den Vorteil die Arbeitszeit und -dauer individuell zu gestalten. Für den Arbeitgeber bedeutet Arbeitsplatzteilung einen Gewinn an Wissen, deren Verbleib im Unternehmen beim Ausscheiden einer Arbeitskraft, die Synergie der Arbeitnehmer, mehr Kapazität bei hohem Arbeitsaufkommen und die bessere Möglichkeit einen ausgefallenen Arbeitnehmer zu vertreten.
Kritisch ist der erhöhte Kommunikations- und Informationsaufwand zu betrachten sowie die schwierige Neubesetzung einer Person der Gruppe. Der letzte Punkt wiegt besonders schwer, wenn eine Arbeitsplatzteilungsgruppe aus nur zwei Arbeitnehmern besteht.

## Definition
Job-Sharing ist eine aus den USA stammende, im deutschsprachigen Raum erstmals zu Beginn der 1980er Jahre bekannt gewordene Rechtskonstruktion; eine Form der Halbtagsbeschäftigung. Definitionsgemäß ist damit eine Arbeitsplatzteilung gemeint. Das heißt, zwei oder mehrere Kollegen/-innen teilen sich eine Stelle und ein Gehalt. Die Flexibilität durch etwaige Gleitzeit fällt meistens weg, stattdessen kann die Arbeitszeit nach unterschiedlichen Teilungsmodellen gestaltet werden. Die klassische Form des Job-Sharings ist der Halbtagsrhythmus.
Beispiele
1. Fünf Arbeitnehmer teilen sich 4 Arbeitsplätze. Jeder Arbeitnehmer hat 1 Tag in der Woche frei.
2. Zwei Arbeitnehmer teilen sich einen Arbeitsplatz je zur Hälfte.

Es können sogar Vereinbarungen dahingehend getroffen werden, dass der eine in einem Monat mehr arbeitet und im darauf folgenden Monat der andere.

## Formen des Job-Sharings

### Job-Splitting
Job-Splitting ist die im Wesentlichen vorkommende Form des Job-Sharing. Dabei erfolgt die eine zeitliche Aufteilung bei identischen Aufgabenprofilen der Partner. Es besteht kein Interaktions- und Kooperationsbedarf zwischen den Partnern, die unabhängig voneinander mit Arbeitsverträgen ausgestattet werden. Job-Splitten bezeichnet also eine einfache Aufteilung eines Vollzeitarbeitsplatzes in zwei voneinander unabhängige Teilzeitarbeitsplätze. Kündigt ein Arbeitnehmer, besteht das verbleibende Arbeitsverhältnis weiter. Der Arbeitgeber muss sich um Ersatz bemühen. Findet er allerdings keinen, kann er eine Änderungskündigung aussprechen (etwa dahingehend, dass der zweite Arbeitsplatz-Partner jetzt Vollzeitarbeit zu leisten hat). Kann dies der verbliebene Arbeitsplatz-Partner nicht akzeptieren, kann er gegen eine solche Änderungskündigung notfalls mit der Kündigungsschutzklage vorgehen.

### Job-Pairing
Das Job-Pairing ist ähnlich dem Job-Splitting, nur dass sich hier die Partner im Hinblick auf die Aufgabenerfüllung untereinander abzustimmen haben, sie tragen gemeinsam Verantwortung und treffen gemeinsam wesentliche Entscheidungen. Der Arbeitsvertrag wird mit den Partnern gemeinsam geschlossen und kann auch nur gemeinsam gekündigt werden.

### Top-Sharing
Unter Top-Sharing wird ein partnerschaftliches Führungsmodell verstanden, eine Arbeitsplatzteilung in Kaderpositionen. Der Begriff wurde 1998 von Julia Kuark und Hans Ulrich Locher geprägt. Die Führungskräfte tragen beim Top-Sharing-Modell zu einem bestimmten Grad gemeinsam Verantwortung und treffen wichtige Entscheidungen gemeinsam, etwa strategische Beschlüsse, Personalentscheide oder größere Investitionen. Das Teilen von Führungsverantwortung ist insbesondere bei Mitarbeiterbeurteilungen anspruchsvoll, da hier auch subjektive Kriterien eine Rolle spielen.
Top-Sharer auf hoher Entscheidungsebene bilden eine sogenannte Doppelspitze. Umgekehrt beinhaltet nicht jede Doppelspitze eine Arbeitsplatzteilung, da beim Begriff der Doppelspitze die geteilte Entscheidungsbefugnis im Vordergrund steht, ganz gleich, ob es sich um zwei Personen handelt, die jeweils in Vollzeit arbeiten, die einen Arbeitsplatz teilen oder die anderweitig engagiert sind.

## Rechtsverhältnisse

### Generelles
Aus § 2 Abs. 1 TzBfG ergibt sich die Legaldefinition des Teilzeitarbeits-verhältnisses. Teilzeitbeschäftigt sind Arbeitnehmer, deren regelmäßige Wochenarbeitszeit kürzer ist, als die regelmäßige Wochenarbeitszeit vergleichbarer vollzeitbeschäftigter Arbeitnehmer des Betriebs. Die Beschäftigung in Voll- oder Teilzeitverhältnissen macht betriebsverfassungsrechtlich keinen Unterschied. Jeder Job-Sharer schließt einen eigenen Arbeitsvertrag mit dem Arbeitgeber. Dagegen bestehen zwischen den einzelnen Job-Sharern auf demselben Arbeitsplatz keine Rechtsbeziehungen. Alle Rechte und Pflichten werden in entsprechendem Verhältnis aufgeteilt.

### Arbeitszeit
Bei Job-Sharing-Arbeitsverhältnissen wird allein die Dauer der Arbeitszeit der Teilnehmer abgestellt. Die Arbeitszeit legen die Job-Sharer untereinander selbständig fest. Wenn sie sich auf einen Arbeitszeitplan nicht einigen können, ist dieser durch den Arbeitgeber festzulegen.

### Freiwillige Vertretungsverpflichtung / Lohnfortzahlung
Nach § 13 Abs. 1 TzBfG kann ein Arbeitnehmer vorab nur zur Vertretungsverpflichtung herangezogen werden, wenn ein dringendes betriebliches Erfordernis vorliegt und die Vertretung im Einzelfall zumutbar ist. In allen übrigen Fällen muss eine für den jeweiligen Vertretungsfall gesondert geschlossene Vereinbarung vorliegen.
Beim uneigentlichen Job-Sharing (Job-Splitting) besteht keine Vertretungspflicht. Beim eigentlichen Job-Sharing (Job-Pairing) ist die Situation schwieriger, da die Arbeitnehmenden ihre Arbeitszeit selbst einteilen. Arbeitsverträge können hier so ausgestaltet sein, dass sich die Arbeitnehmenden gegenseitig verpflichten, sich zu vertreten. Grundsätzlich wird davon ausgegangen, dass die von den Vertretenden zu leistende Mehrarbeit zwar zu entschädigen ist, jedoch nicht als zuschlagpflichtige Überstundenarbeit behandelt wird. Arbeitnehmende, die sich eine Stelle teilen, haben sich somit rechtzeitig über ihre jeweiligen Arbeitszeiten abzusprechen.
Besonders unbeliebt bei Job-Sharing-Modellen ist die Verpflichtung zur gegenseitigen Vertretung im Urlaub oder bei Krankheit. Weil aber für Eltern Vertretungszeiten mit einem hohen organisatorischen Aufwand verbunden sind, haben immer mehr Arbeitgeber von der Verpflichtungsklausel inzwischen Abstand genommen. Job-Sharing-Partner haben bei unverschuldeter Verhinderung selbstverständlich Anspruch auf die übliche Lohnfortzahlung. Entscheidend ist jedoch, ob die anderen Partner dieses Fehlen vertreten müssen und wie diese Vertretung entschädigt wird.

### Kündigungen
Beim uneigentlichen Job-Sharing und bei der Betriebsgruppe ist die Kündigung vom Arbeitgeber an jeden Arbeitnehmenden separat zu richten, und jeder Arbeitnehmende kann unabhängig von den anderen Mitgliedern der Gruppe separat kündigen. Mitglieder einer Eigengruppe können nur gemeinsam kündigen. Eine Kündigung des Arbeitgebers muss allen Arbeitnehmenden zugestellt werden.

### Urlaubsfrage
Wenn sich die Kollegen nicht auf einen Arbeitszeitplan einigen können, ist dieser durch den Arbeitgeber festzulegen. Anspruch auf Urlaub besteht entsprechend dem Verhältnis der geleisteten Arbeit zur Vollzeitarbeit. Der Job-Sharer hat entsprechend seiner Arbeitszeit Anspruch auf die anteilige tarifliche Vergütung.

## Vermittlung
In einzelnen Ländern gibt es Agenturen, die auf die Vermittlung von Job-Sharing-Partnern spezialisiert sind.
In Deutschland besteht seit 2013 Tandemploy, ein von Jana Tepe und Anna Kaiser gegründetes Dienstleistungsunternehmen zur Vermittlung von Job-Sharing, insbesondere auch für Hochqualifizierte. Tandemploy arbeitet mit einer Software für die Suche geeigneter Job-Sharing Partner, die seit Mitte 2016 auch unternehmensintern für die Suche von Job-Sharing Partnern oder die Zusammenstellung von Teams eingesetzt werden kann.
In der Schweiz unterhält der 2013 durch Irenka Krone-Germann und Anne de Chambrier gegründete Verein Part Time Optimisation (PTO), finanziert vom Eidgenössischen Büro für Gleichstellung von Frau und Mann (EBG) von Privatsponsoren, die Plattform We JobShare, welche Hilfe bei der Suche nach Job-Sharing Partnern bietet.
In Australien bietet das Unternehmen Jobs Shared entsprechende Vermittlung und Beratung.